# テイタム (小惑星)
テイタム (3748 Tatum) は小惑星帯にある小惑星。エドワード・ボーエルがローウェル天文台で発見した。
カナダの天文学者、ジェレミー・テイタム（Jeremy B. Tatum）に因んで名付けられた。